# Ștefan Popa-Popas
Ștefan Popa-Popas dit Popa's né le 11 juin 1955 à Caransebeș est un caricaturiste roumain.

## Biographie
Ștefan Popa-Popas commence à dessiner à 5 ans et à 7 ans il publie sa première bande dessinée dans un journal local. À 14 ans, il a été publié dans le seul magazine humoristique de l'époque. Il termine ses études à l'Institut Polytechnique de Timișoara en 1980. En 1983 il gagne la médaille de l'Académie des Beaux-Arts de Moscou. Quatre ans plus tard il reçoit la médaille du Musée de la Caricature de Varsovie. À 19 ans, il est découvert par Henri Coursaget, premier président du Conseil international des organisations de festivals de folklore et d'arts traditionnels (CIOFF), organisme associé à l'UNESCO. Il est diplômé de l'Académie des Arts Visuels de Poitiers. Lors du Festival International de Caricature de Saint-Estève en France, Ștefan a établi le record mondial de caricature : 1527 portraits en couleur en dix jours et dix nuits. En 1995, il pulvérise son propre record, réalisant 2772 caricatures en couleurs en dix jours et dix nuits. Plus de 200 chefs d'État et de gouvernement ont été croqués par Ștefan Popa-Popas.
Le 17 octobre 1995, Ștefan Popa-Popas réussit à dépasser le record en vitesse de création d'une caricature détenu par le belge Emil Robin.
Ștefan Popa-Popas est nommé citoyen d'honneur dans 26 villes, où il a remporté plus de cent prix. Il est membre de la Fondation pour la Science et des Arts Academy à Rome et il est membre des Artistes de l'UNESCO. Il a créé la Popa Académie, l'école de dessin animé roumain. Ștefan Popa-Popas publie régulièrement une caricature dans les principaux journaux et magazines du monde entier. Ses réalisations exceptionnelles dans le domaine du graphisme font de lui l'une des personnalités les plus prestigieux de l'art contemporain. En France, en octobre 1995, André Baur écrit à propos de Ștefan Popa-Popas que « c'est une force de la nature... est le seul homme qui avait quatre secondes plus vite que l'ordinateur ».
Alain Grandremy dit de lui dans un article du journal Le Canard enchaîné, paru le 19 octobre 1995 : « Stefan Popa Popa's ne se contente pas de dessiner plus vite que son ombre; il « attrape » la ressemblance comme d'autres la grippe mais aucun vaccin ne peut protéger ses "victimes" de son redoutable coup de crayon ».

## Style
Ștefan Popa-Popas dessine ces caricatures avec des lignes claires et minces ce qui rend les dessins, fluides et mélodieux. Malgré l'aspect grotesque des œuvres, on découvre une certaine beauté dans ses caricatures.

## Prix et récompenses
- Grand Prix de l'UNESCO (1979-1983)
- Grand Prix de Confolens (France) (1980)
- Grand prix à Tokyo (1980)
- Médaille de l'Académie des Beaux-Arts de Moscou (1983)
- La Rochelle (France) 1984
- Médaille du Musée de la Caricature de Varsovie (1987)
- Citoyen d'honneur de Cluj (1996), de Timisoara , etc.